# Сосны на границе северного ареала
Со́сны на грани́це се́верного ареа́ла — государственный ботанический лесной памятник природы на территории Кольского района Мурманской области. Имеет научное, краеведческое и культурно-просветительское значения.

## География
Расположен в северной части Кольского полуострова в 8 километрах к юго-востоку от административного центра области — Мурманска, в нескольких сотнях метров к югу от 11-го километра автомобильной дороги Мурманск-Туманный в 1,2 километрах к востоку от северной оконечности озера Кильдинского на южном берегу вытекающего из озера ручья у западного склона горы Лысой.
Адрес памятника — Мурманская область, Кольский район, Мурманское лесничество, Пригородное участковое лесничество, квартал 90, выдел 30. Площадь памятника — 4,6 гектаров.

## Описание
На территории памятника природы находится самое северное на Кольском полуострове, расположенное на границе лесотундры и тундры место произрастания группы сосны обыкновенной (лат. Pinus sylvestris). Деревья возрастом до 300 лет достигают здесь 17 метров в высоту и 35 сантиметров в диаметре ствола. Растут как в небольших скоплениях, так и отдельными деревьями.
Рельеф охраняемой земли — равнинный, почвы — подзолистые. Среднемесячная температура в районе памятника составляет 12,8 °C для самого тёплого месяца и −11,4 °C для самого холодного. Годовое количество осадков — 406 мм. Преобладающее направление ветра: юго-западный летом и северный зимой.

## Состояние
Статус памятника природы получен 15 января 1986 года решением № 24 исполкома Мурманского областного Совета народных депутатов. Ответственные за контроль и охрану памятника — Дирекция государственных особо охраняемых природных территорий регионального значения Мурманской области и Комитет природопользования и Экологии Мурманской области. На подохранной территории запрещены: рубка леса, любые производственные работы, устройство мест отдыха и любые действия, ведущие к загрязнению памятника природы.
Последние на 2010 год обследования проводились 30 мая 2004 года и 6 июля 2007 года. В 2004 году в обследовании приняли участие председатель Совета Кольского Центра охраны дикой природы К. Н. Кобяков и эксперт Кольского Центра охраны дикой природы В. Н. Петров. Существенных изменений и нарушений, за исключением небольшого количества бытового мусора, выявлено не было. Однако, было установлено отсутствие надлежащих предупредительных знаков и информационных плакатов. В 2007 году обследование было проведено государственным экспертом РФ по охране природы на территории Мурманской области З. И. Зиминой и директором ГОУ «Дирекция ООПТ регионального значения Мурманской области» И. В. Вдовиным, единственным замечанием которых стало также отсутствие информационных аншлагов.

## Карты местности
- Лист карты R-36-XXVII,XXVIII Мурманск. Масштаб: 1 : 200 000.
- Лист карты R-36-115-А,Б. Масштаб: 1 : 50 000.